# Glauconycteris alboguttatus
Glauconycteris alboguttatus är en fladdermusart som först beskrevs av J. A. Allen 1917.  Glauconycteris alboguttatus ingår i släktet Glauconycteris och familjen läderlappar. Inga underarter finns listade i Catalogue of Life.
Denna fladdermus har mjuk och mörkbrun päls på ovansidan förutom en ljus fläck på varje axel och en ljus strimma på varje kroppssida. Den saknar liksom andra läderlappar hudflikar (bladet) på näsan. De avrundade öronen är cirka 13 mm långa och inte sammanlänkade med varandra. Svansen är helt eller nästan helt inbäddad i svansflyghuden. I överkäken finns två framtänder och fyra kindtänder på varje sida. Antalet kindtänder i underkäkens halvor är fem. Glauconycteris alboguttatus har en vit mun och vita haka. Dessutom är den del av flygmembranen som ligger mellan halsen och armen samt vingarnas kanter vita. Resten av vingarna och svansflyghuden har en svartbrun färg. För holotypen registrerades en 52 mm lång kropp (huvud och bål), en 42 mm lång svans, nästan lika långa underarmar och 8 mm långa bakfötter (med hälsporre 19 mm). Djuret är större än Glauconycteris humeralis.
Arten förekommer i centrala Afrika från Kamerun över Gabon och Kongo-Brazzaville till norra Kongo-Kinshasa. Habitatet utgörs av tropiska fuktiga skogar i låglandet.